# Beijing Royal Fighters
I Beijing Royal Fighters sono una società cestistica avente sede a Pechino, in Cina. Giocano nel campionato cinese.